# Hawaiian Gardens
Hawaiian Gardens è una città della Contea di Los Angeles, in California (Stati Uniti).